# 前田長泰
前田 長泰（まえだ ながやす）は、江戸時代中期の高家旗本。式部権大輔高辻長量の次男。
宝永4年（1707年）7月25日、将軍徳川綱吉に御目見した。それに伴い幕臣となり、小姓並として蔵米300俵を支給されることになった。同年12月18日従五位下侍従・伊豆守に叙任され、後に信濃守に遷任された。宝永5年（1708年）1月9日300石を加増されて、武蔵国多摩郡内で600石を支配することになった。宝永6年（1709年）2月21日、高家職に就いた。正徳3年（1713年）12月23日遠江国内で400石を加増された。延享4年（1747年）1月12日高家肝煎となる。その後、従四位上左少将にまで昇進した。宝暦13年（1763年）10月3日死去、74歳。